# Bandol
 Bandol  es una población y comuna francesa, en la región de Provenza-Alpes-Costa Azul, departamento de Var, en el distrito de Toulon y cantón de Ollioules.

## Demografía
| 4198 | 5088 | 6184 | 6706 | 7431 | 7905 |
| Para los censos de 1962 a 1999 la población legal corresponde a la población sin duplicidades (Fuente: INSEE [Consultar]) |      |      |      |      |      |